# کوزی تیوی
کوزی تیوی (انگلیسی: Cozi TV) یک شبکه تلویزیونی آمریکایی است که توسط ان‌بی‌سی یونیورسال کنترل می‌شود.این شبکه مجموعه‌های تلویزیونی قدیمی از دهه ۱۹۶۰ تا ۲۰۰ میلادی را پخش می‌کند.